# Mesterholdenes Europa Cup i håndbold 1965-66 (kvinder)
Mesterholdenes Europa Cup i håndbold 1965–66 for kvinder var den sjette udgave af Mesterholdenes Europa Cup i håndbold for kvinder. Turneringen havde deltagelse af 11 klubhold, der var blevet nationale mestre sæsonen forinden, og blev afviklet som en cupturnering, hvor alle opgørene blev afviklet over to kampe, hvor holdene mødtes både ude og hjemme.
Turneringen blev vundet af SC Leipzig fra Østtyskland, som i finalen over to kampe besejrede de forsvarende mestre, HG fra Danmark, med 17-11. Det var første gang i turneringens historie, at et østtysk hold sejrede.

## Resultater

### Ottendedelsfinaler
| Dato   | Dato   | Hjemmehold i 1. kamp | Udehold i 1. kamp | Resultat | Resultat | Resultat |
| 1.kamp | 2.kamp | Hjemmehold i 1. kamp | Udehold i 1. kamp | Samlet   | 1.kamp   | 2.kamp   |
| ------ | ------ | -------------------- | ----------------- | -------- | -------- | -------- |
| 11.12. | 18.12. | SC Leipzig           | Swift Roermond    | 14–90    | 6-3      | 8-6      |
| 19.12. | 20.12. | KF Valur             | Skogn IL          | 23–21    | 11-90    | 12-12    |
| ?      | ?      | Trud Moskva          | AC Columbus       | 38–18    | 19-90    | 19-90    |

### Kvartfinaler
| Dato   | Dato   | Hjemmehold i 1. kamp | Udehold i 1. kamp       | Resultat | Resultat | Resultat |
| 1.kamp | 2.kamp | Hjemmehold i 1. kamp | Udehold i 1. kamp       | Samlet   | 1.kamp   | 2.kamp   |
| ------ | ------ | -------------------- | ----------------------- | -------- | -------- | -------- |
| ?      | ?      | KF Valur             | SC Leipzig              | 17–45    | 08-19    | 09-26    |
| ?      | ?      | BP Kőbánya Spartacus | VIF G. Dimitrov Sofia   | 18–10    | 13-20    | 5-8      |
| ?      | ?      | AC Sparta Praha      | TSV Bayer 04 Leverkusen | 18–17    | 12-10    | 6-7      |
| ?      | ?      | HG                   | Trud Moskva             | 19–15    | 10-80    | 9-7      |

### Semifinaler
| Dato   | Dato   | Hjemmehold i 1. kamp | Udehold i 1. kamp    | Resultat | Resultat | Resultat |
| 1.kamp | 2.kamp | Hjemmehold i 1. kamp | Udehold i 1. kamp    | Samlet   | 1.kamp   | 2.kamp   |
| ------ | ------ | -------------------- | -------------------- | -------- | -------- | -------- |
| ?      | ?      | SC Leipzig           | BP Kőbánya Spartacus | 15–90    | 10-40    | 5-5      |
| 11.2.  | ?      | HG                   | AC Sparta Praha      | 16–80    | 10-30    | 6-5      |

### Finale
| Dato   | Dato   | Hjemmehold i 1. kamp | Udehold i 1. kamp | Resultat | Resultat | Resultat |
| 1.kamp | 2.kamp | Hjemmehold i 1. kamp | Udehold i 1. kamp | Samlet   | 1.kamp   | 2.kamp   |
| ------ | ------ | -------------------- | ----------------- | -------- | -------- | -------- |
| 6.4.   | 16.4.  | HG                   | SC Leipzig        | 11–17    | 6-7      | 05-10    |